# Isabel Carme Llinàs Warthmann
Isabel Carme Llinàs Warthmann (Son Servera, 1962) és una política mallorquina, diputada al parlament de les Illes Balears en la VII legislatura i membre del Consell Insular de Mallorca.
Estudià turisme i ha estat directora d'hotel a Palma. Fou víctima de la violència de gènere per part de la seva parella. Escollida diputada pel Partido Popular a les eleccions al Parlament de les Illes Balears de 2007, on formà part de la Comissió de Salut del Parlament Balear. També fou directora de l'Institut Balear de la Dona de 2003 a 2007 i de 2013 a 2015. El 2012 també fou membre del Consell Insular de Mallorca.